# Yang Jinghui
Yang Jinghui (杨景辉S; pinyin: Yáng Jǐnghuī; Guangzhou, 15 maggio 1983) è un tuffatore cinese.
Ha rappresentato la Cina nel concorso dei tuffi dalla piattaforma 10 m sincro ai Giochi olimpici estivi di  Atene 2004, vincendo la medaglia d'oro al fianco del connazionale Tian Liang.

## Palmarès
- Giochi olimpici

Atene 2004: oro nella piattaforma 10 m sincro;
- Vincitore della Coppa del Mondo del sincro 10m nel 2004